# Ескино (Вологодский район)
Ескино — деревня в Вологодском районе Вологодской области.
Входит в состав Старосельского сельского поселения (с 1 января 2006 года по 8 апреля 2009 года входила в Кипеловское сельское поселение), с точки зрения административно-территориального деления — в Кипеловский сельсовет.
Расстояние до районного центра Вологды по автодороге — 73 км, до центра муниципального образования Стризнево по прямой — 15 км. Ближайшие населённые пункты — Кусьево, Косково, Филино, Семёнково, Прокунино.
По переписи 2002 года население — 3 человека.